# Elorza (Venezuela)
Pour les articles homonymes, voir Elorza.
Elorza est une ville du Venezuela, capitale de la paroisse civile d'Urbana Elorza et chef-lieu de la municipalité de Rómulo Gallegos dans l'État d'Apure.

## Géographie

### Situation
La ville d'Elorza est située dans les llanos sur les rives du río Arauca à une altitude de 95 mètres à la frontière avec la Colombie.

### Transports et communications
Elorza est reliée par la route aux localités voisines de Mantecal et Bruzual d'un côté et de la paroisse civile de La Trinidad de Orichuna et la ville de Guasdualito de l'autre. Plusieurs ponts relient les deux rives du río Arauca et un aéroport relie la région au reste du pays.

## Histoire
La localité est fondée en 1774 par Justo de Granada sous le nom de Mission San José de Arechuna sur les rives du río Arauca à partir d'un habitat indien tourné vers la pêche et l'agriculture.
Après la Guerre d'indépendance du Venezuela, le site qui est situé sur la frontière avec la Colombie est divisé entre les deux pays. La partie est revient au Venezuela et la partie ouest à la Colombie. Cette localité est désignée par ses habitants sous le nom de El Viento ou Paso del Viento comme le précise l'historien colombien Rogelio Guaqueta Gallardo dans son ouvrage Arauca Ciudad Bicentenaria.
Le 12 mars 1866, l'Assemblée législative de l'État souverain d'Apure décrète le changement de nom de la localité en l'honneur du colonel José Andres Elorza et El Viento devient Elorza, tandis que la partie colombienne garde son nom d'origine.
En 1938, la frontière entre la Colombie et le Venezuela est de nouveau modifiée à l'occasion de l'inauguration du pont international reliant les deux pays par les présidents vénézuélien et colombien Eleazar López Contreras et Alfonso López Pumarejo.
Le 15 novembre 1964 est créée la municipalité de Rómulo Gallegos et Elorza en devient le chef-lieu.

## Sources
- (es) Cet article est partiellement ou en totalité issu de l’article de Wikipédia en espagnol intitulé « Elorza » (voir la liste des auteurs).